# 3236 Strand
A 3236 Strand (ideiglenes jelöléssel 1982 BH1) a Naprendszer kisbolygóövében található aszteroida. Edward L. G. Bowell fedezte fel 1982. január 24-én.